# Bulbophyllum merrittii
Bulbophyllum merrittii là một loài phong lan thuộc chi Bulbophyllum.